# Agnes Rask
Agnes Selinda Rask, född 23 juni 1922 i Jomala, död 13 juni 2005 i Stockholm, var en finländsk författare. 
Rask debuterade sent och gav i rask takt ut flera populära folklivsskildringar, som byggde på egna släkttraditioner från norra Ålands skärgård. Romanen Erika (1974) följdes av Erika och Albert (1975), Jungfrudansen (1982), Ödesmättade dagar (1984) och Frostnatten (1995). Fotspår i sanden (1998) är en kulturhistoriskt värdefull krönika, där hon berättar om människor och traditioner i barndomsbyn Ytternäs utanför Mariehamn.